# Oriental Heritage (Taiyuan)
Koordinaten: 38° 2′ 43″ N, 112° 38′ 40″ O
Oriental Heritage (chinesisch 方特东方神画) ist ein chinesischer Freizeitpark in Taiyuan, Shanxi, der am 23. Juli 2021 eröffnet wurde. Er wird von der Fantawild Holdings betrieben, die auch andere Freizeitparks in China betreiben.

## Liste der Achterbahnen
| Name                          | Typ                                 | Hersteller                            | Eröffnungsjahr |
| ----------------------------- | ----------------------------------- | ------------------------------------- | -------------- |
| Pine Tree Rocket / 飞跃狗熊岭 | Shuttle Coaster, Familienachterbahn | Vekoma                                | 2021           |
| Puppy Coaster / 柯基跑跑车    | Big Apple                           | Beijing Shibaolai Amusement Equipment | 2021           |
| Stag’s Gauntlet / 勇闯鹿族    | Stahlachterbahn mit Inversionen     | Vekoma                                | 2021           |